# Kalinkavicsi
Kalinkavicsi (Калінкавічы, oroszul Kalinkovicsi) város Fehéroroszország Homeli területének nyugati részén, a Kalinkavicsi járás székhelye. 2006-ban becsült népessége 36,5 ezer fő volt . Homeltől 123 km-re nyugatra a Pripjaty folyó közelében fekszik, a közeli (10 km) Mazirral várospárt alkot. Elsősorban mint vasúti csomópont és iparváros ismert.

## Története
Kalinkavicsiről az első írásos említés 1560-ból származik. Sokáig jelentéktelen település volt, fejlődése csak a Homel-Breszt közötti Poleszjei vasútvonal (1882) megépülésével lendült fel, majd 1910-ben a Szentpétervár-Ogyessza közötti vasút is elérte és fontos vasúti csomóponttá avatta. A Poleszje hatalmas erdőségeinek faanyagát ezután gyorsan eljuttathatták a felvevőpiacokra. 1924-1930 között, majd 1939-től újra járási székhely lett. 1941. augusztus 21-én foglalták el a németek. Közelében két hónapon át állt a front 1943 végén, végül 1944. január 14-én szabadult fel. Az itt elesettekre (közülük 15-en kapták meg a Szovjetunió hőse rangot) ma az Alleja Gerojev emlékeztet. 1998-ban a város és a járás közös irányítás alá került.

## Gazdasága
Hagyományosan fejlett fafeldolgozása, jelentős bútorgyár üzemel itt. Az építőipart a vasbeton szerkezetek gyártása képviseli. Húskombinát, malomipar.
A városon keresztülhalad a Breszt-Brjanszk közötti M10-es főút, valamint a Babrujszkot az ukrán határral összekötő P31-es út.

## Városszerkezet, látnivalók

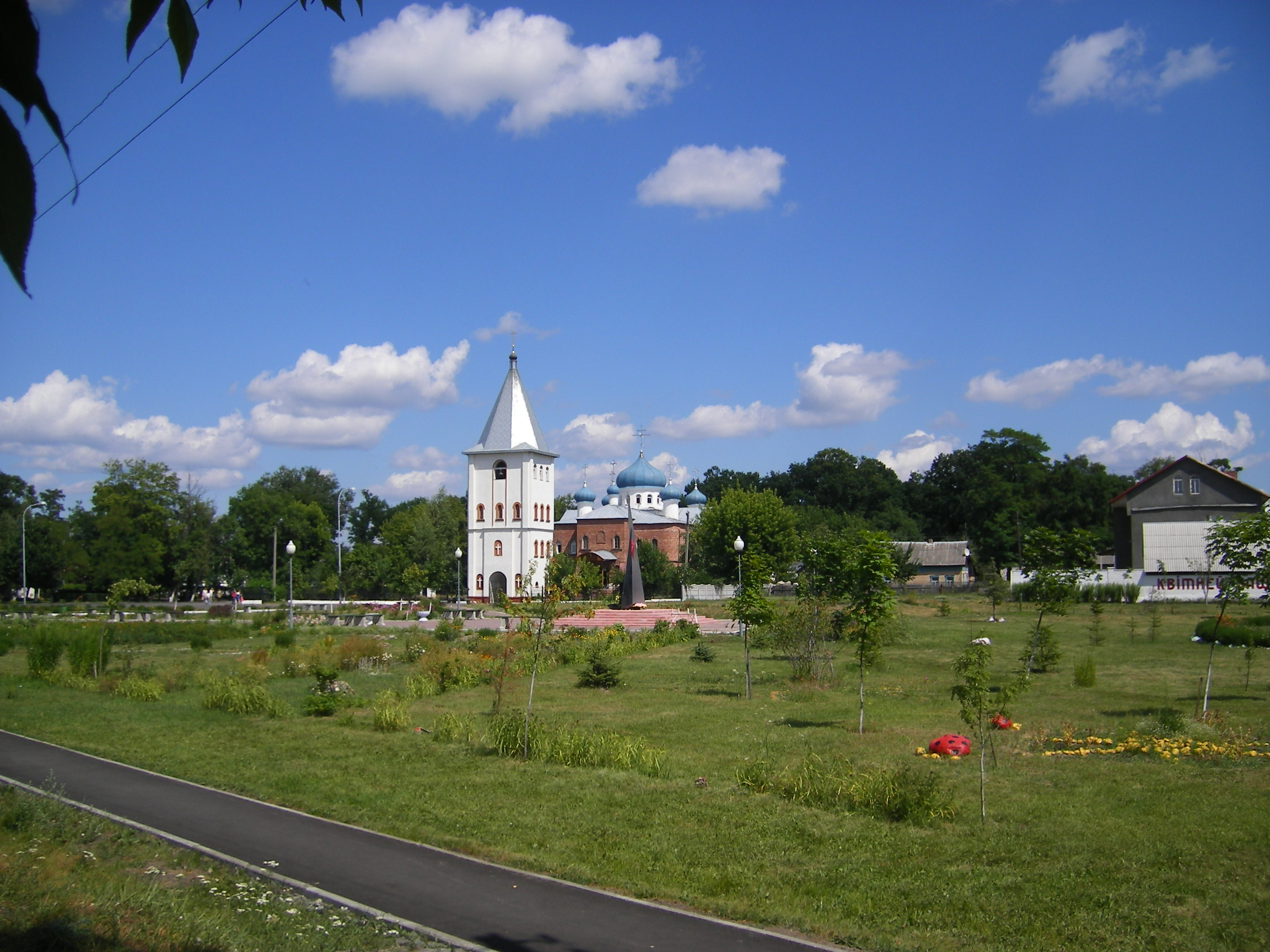
Kalinkavicsi temploma a harangtoronnyal

A városközpont a Poleszjei vasútvonal futásától délre, a Főpályaudvar környékén alakult ki. Észak-déli tengelye a Szovjetszkaja utca, melyet a homeli főút részeként funkcionáló Béke utca (ulica Mira) keresztez. A két út kereszteződése közelében építették ki a város legnagyobb templomát, melyhez impozáns harangtorony is tartozik.

## Külső hivatkozások
- Látnivalók (oroszul)
- Információs honlap (oroszul)